# Cobaea biaurita
Cobaea biaurita är en blågullsväxtart som beskrevs av Paul Carpenter Standley. Cobaea biaurita ingår i släktet Cobaea, och familjen blågullsväxter. Inga underarter finns listade i Catalogue of Life.